# Tufium

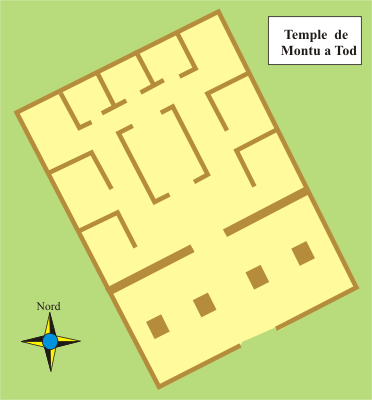
Plànol del temple de Montu a Tufium

Tufium (Tuphium) fou una ciutat de l'antic Egipte, 20 km al sud de Luxor i enfront d'Armant, que es deia en egipci antic Djerty, i va rebre el nom de Tuphion dels grecs i Tuphium dels romans i després es va dir Tod sota els àrabs. En aquesta ciutat s'adorava al deu falcó Montu, que era la forma guerrera d'Horus; la seva forma terrenal era el brau Bukis (egipci Bej) del que el centre d'adoració principal era Armant.
A Tod o Tufium l'arqueòleg Bisson de la Roque, membre de L'Institut français d'archéologie orientale (IFAO), va descobrir el 1936, durant l'excavació del temple de Montu descobert el 1934 (construït inicialment al final de la dinastia V, però acabat a l'Imperi mitjà), l'anomenat Tresor de Tod, avui repartit entre el Museu del Louvre i el Museu d'Antiguitats Egípcies del Caire consistent en lapislàtzuli, objectes treballats, cilindres, cadenes de plata i altres (inclosa una estàtua de bronze d'Osiris) que probablement eren pagaments de tributs externs. Les excavacions s'havien iniciat el 1913 (i no han parat fins al 1991), havent quedat establert finalment que Nag al-Madamud, Karnak, Armant i Tod eren els principals centres del culte a Montu. El temple, construït inicialment per Mentuhotep I, fou reformat sota els Ptolomeus especialment Ptolemeu VII i Ptolemeu XII als que s'atribueix part de la decoració i que el van restaurar i van fer una nova entrada; fins i tot hi ha algunes parts atribuïts al regnat d'Antoní Pius. Prop del temple ptolemaic hi havia un petit quiosc romà.